# 묵돌선우
묵돌선우(중국어 간체자: 冒顿单于, 정체자: 冒頓單于, 병음: Mòdú Chányú); 몽골어: ᠮᠣᠳᠣᠨ ᠱᠠᠨᠢᠶᠢ modun šan’juj, ? ~ 기원전 174년, 재위: 기원전 209년 ~ 기원전 174년)는 기원전 3세기 말 ~ 기원전 2세기 초의 흉노의 선우다.
묵돌이라는 이름은 투르크어인 "바야투르(Bayatur, 용감한 자)"의 한자 음차로 알려져 있다. 아버지인 두만선우(頭曼單于)와 갈등을 빚다가 그를 제거하고 흉노의 선우가 되었다. 이후 초한전쟁 시기에 동호(東胡) · 월지(月氏) · 정령(丁零) 등을 비롯한 주변의 민족들을 정복하였고, 중국을 통일한 한나라(漢)의 고제(高帝)와의 전쟁에서 승리하였으며, 서역의 누란(樓蘭) 등 26개의 나라를 평정하여 흉노의 세력을 크게 강화하였다. 묵특선우로도 알려져 있다. 

## 선우가 되기까지
진나라의 진시황은 만리장성을 쌓고, 몽염에 북방 수비를 맡겨 흉노에 대비하게 하였다. 이후 진시황이 죽고, 몽염도 권력다툼의 와중에서 죽게 되자, 흉노의 지도자 두만 선우는 오르도스 지역을 회복하고 다시 이 일대를 누비게 된다. 묵돌은 그의 맏아들이다. 이때 두만에게는 후궁이 낳은 어린 아들이 있었는데, 두만은 묵돌 대신에 이 아들에게 뒤를 잇게 하기 위해 묵돌을 월지에 인질로 보낸 후, 월지와 전쟁을 일으켰다. 하지만 묵돌은 월지에게 살해당하지 않았고, 오히려 월지의 명마를 훔쳐 흉노로 도망쳐 왔다. 이에 두만은 묵돌에게 태자에게 주게 되어 있는 좌현왕의 작위를 내리고, 1만 명의 기병의 대장으로 삼았다. '용감한 자'라는 뜻을 가진 그의 이름도 이와 관련이 있어 보인다.
하지만 묵돌의 지위는 안정적이지 않았다. 이에 묵돌은 반란을 도모하였다. 묵돌은 소리나는 화살인 명적(鳴鏑)을 가지고, 자신의 휘하에 있는 1만의 기병을 훈련시켰다. 훈련 동안 그는 자신이 어떤 표적을 향해 활을 쏘면 모두가 그 표적을 향해 활을 쏴야한다고 가르쳤으며, 이를 어기고 쏘지 않는 자는 반드시 목을 베었다. 처음으로 그는 자신이 가지고 있던 명마를 쏘았다. 몇몇 부하가 따라 쏘기를 주저하기에 목을 벤 후, 이번에는 자신의 연지(배우자)를 향해 활을 쏘았다. 이번에도 몇몇 부하가 주저하기에 또 다시 목을 베었다. 마지막으로 사냥터에서 그는 자신의 아버지인 두만 선우를 향해 활을 쏘았다. 1만 명의 기병은 한 명도 주저 없이 두만을 향해 활을 쏘았고, 묵돌이 두만을 대신해 선우의 자리에 오르게 된다.(기원전 209년)

## 주변 정복
예로부터 흉노의 동방에는 동호가 자리잡고 있었다. 묵돌이 자리에 오른 후, 동호가 견제의 움직임을 보인다. 동호의 왕은 처음 묵돌에게 사자를 보내 흉노의 보물인 천리마를 요구하였다. 일부 신하들이 반대하였지만 묵돌은 천리마를 선물로 주었다. 다시 동호의 왕은 묵돌의 애첩 하나를 줄 것을 요구하였다. 이번에는 많은 신하들이 반대하였으나 묵돌은 자신의 애첩 또한 선물로 주었다. 또 다시 동호왕은 양국의 경계에 있는 구탈지를 내놓으라고 했다. 한 신하가 묵돌에게 "구탈지는 버려진 땅이니 주어도 좋고 주지 않아도 좋다"라고 했다. 하지만 묵돌은 "토지는 국가의 근본이다. 어떻게 이를 줄 수 있겠느냐!"고 하며 동호에 쳐들어가 동호를 크게 무찌르고 왕을 죽였다.
동방의 동호를 무찌른 묵돌은 서방의 월지도 정복하고, 남으로 한나라와의 경계 지대에 있는 누번과 백양을 병합하여 이제 막 등장한 한나라와 맞서게 되었다.

## 한나라와의 전쟁
기원전 202년, 한 고조 유방은 진나라 붕괴 이후 혼란스럽던 중국을 통일하였다. 고조는 흉노를 견제하기 위해 측근인 한왕 신을 북방에 배치하고 흉노 토벌을 명한다. 하지만 한왕 신은 흉노 토벌이 어렵다 생각하여 화평을 시도했고, 이후 고조가 이를 책망하자 흉노로 투항해 버렸다.
한왕 신이 투항하자 묵돌은 그의 인도를 받아 대(代)의 땅을 공격해 들어갔고, 현재의 산서성 동쪽의 평성에 이르렀다. 한 고조는 몇 차례 한왕 신과 흉노의 군대를 무찌르고 평성까지 북상했으나, 이는 묵돌의 유인책이었다. 묵돌은 한나라 군대를 백등산에서 7일간 포위하였다(백등산 포위전). 이후 한 고조는 묵돌의 연지(선우의 왕비)에게 선물을 주어 포위를 풀고 장안으로 도망쳤다.
이후 고조는 유경을 보내 다음의 사항을 약속하였다.
1. 한 황실의 여인을 선우의 연지로 바친다.
2. 매년 한은 흉노에게 솜, 비단, 술, 쌀 등을 바친다.
3. 황제와 선우와의 사이에 형제의 맹약을 맺어 화친한다.[3]

한왕 신 이후에도 노관이 유방을 배신하고 흉노로 들어간 바 있다.
이후 한 고조가 죽고, 효혜제가 즉위하였다. 묵돌은 고조의 황후인 여태후에게 "나도 독신이고 그대도 독신이니 잘해보자"라는 내용의 편지를 보냈다. 여태후는 크게 노하여 흉노를 토벌하고자 하였으나, 주변에서 모두 고조의 예를 들어 만류하여 토벌을 취소하였다.

## 월지 토벌과 사망
묵돌 시절 월지는 흉노의 서방에 자리잡고 있으면서 당시 서역 나라들에게 영향력을 행사하고 있었다. 당시 우현왕이 한나라와 소규모 전쟁을 벌인 이듬해인 기원전 176년(한나라의 효문제 시대), 묵돌과 효문제가 편지를 교환하였다. 묵돌이 보낸 다음의 편지에는 월지 토벌의 내용이 나타난다.
| “ | 지금 작은 관리들이 약속을 깨트렸기 때문에 그 죄를 물어 이번에 우현왕에게 그 벌로써 서쪽으로 월지를 토벌하게 하였소. 다행히 하늘의 가호로 단련된 정예 병사와 강건한 말로써 월지를 쳐부수어 이를 모조리 죽이거나 항복시키고 누란, 오손, 호게 및 그 인접 26개 국을 평정하여 이들을 모두 흉노에 병합하였소. 이리하여 각 유목민족은 합하여 한 집안이 되었고, 북쪽 지방은 이미 안정을 찾았소. | ” |
|   | — 사마천, 《사기》, 흉노열전 |   |

여기에서 알 수 있듯 묵돌은 월지는 물론, 서역의 여러 나라를 점령하여 북방 유목민족을 하나로 통합했던 것이다. (이후 월지는 대월지와 소월지로 나뉜다.)
위 편지를 받은 효문제는 답장을 통해 우현왕을 책망하지 말 것을 부탁했으며, 선우에게 옷 수십 필을 선물로 주었다. 편지를 교환한 지 얼마 못 되어 묵돌은 죽고, 아들인 계육이 즉위하여 노상 선우라 칭하였다.

## 같이 보기
- 한-흉노 전쟁
- 김일제
- 반초